# Euselasia julia
Euselasia julia is een vlindersoort uit de familie van de prachtvlinders (Riodinidae), onderfamilie Euselasiinae.
Euselasia julia werd in 1878 beschreven door H. Druce.